# Sergei Alexejewitsch Korowin

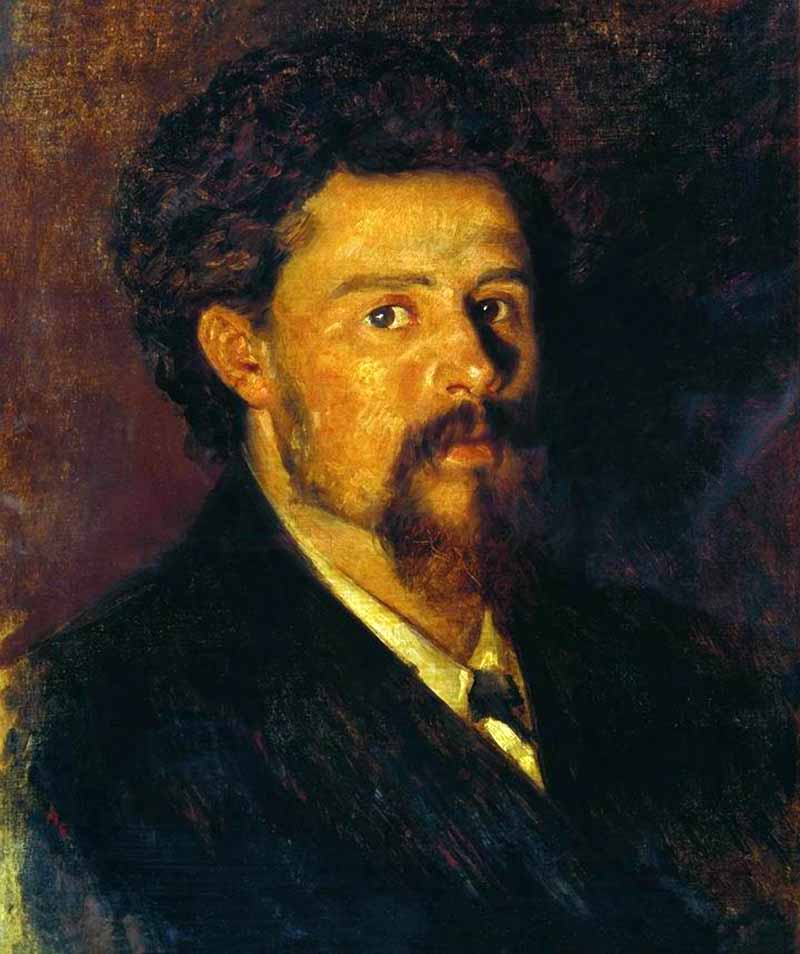
Selbstporträt

Sergei Alexejewitsch Korowin (russisch Сергей Алексеевич Коровин; * 7. Augustjul. / 19. August 1858greg. in Moskau; † 13. Oktoberjul. / 26. Oktober 1908greg. ebenda) war ein russischer Maler und Illustrator. Sein Bruder war der Maler Konstantin Korowin.

## Werdegang
In der Zeit von 1876 bis 1886 studierte er an der Moskauer Hochschule für Malerei, Bildhauerei und Architektur, u. a. bei Wassili Perow, Alexei Sawrassow und Illarion Prjanischnikow. Ab 1888 war er selbst als Lehrender an dieser Hochschule tätig. Diese Tätigkeit sollte er bis 1907 – mit einer Unterbrechung von 1894 bis 1898 – ausüben. In dieser Zeit wurde er Mitglied der Vereinigung russischer Künstler.
In seinem Schaffen folgte er der Tradition und dem Kunstverständnis der Peredwischniki. Eines seiner bekanntesten Werke – das Gemälde Auf der Welt weist eine bildhafte Komposition auf und ist die Antwort auf das Ereignis im Bauernmilieu nach dem Reformen des Jahres 1861. In der zweiten Hälfte der 1890er Jahre zeigte sich in seinem Schaffen eine Verfeinerung und Hinwendung zur Lyrik, er wandte sich zunehmend der Landschaftsmalerei zu. Wenn seine frühen Werke sorgfältig herausgearbeitete Details aufwiesen, so zeigten seine späteren Werke die Stimmung und den Ausdruck in der Art von Momentaufnahmen.
Sergei Korowin war auch als Illustrator tätig. Hier sind die Zeichnungen zu Nikolai Gogols Erzählung Der Mantel (Шинель) hervorzuheben, die in der Zeit von 1900 bis 1908 entstanden. Er verstarb 1908 in Moskau.
Ein Großteil seiner Werke, die hauptsächlich der Landschafts- und Genremalerei zuzuordnen sind, befinden sich heute im Moskauer Museum der Revolution, der Tretjakow-Galerie sowie dem Russischen Museum.

## Werke (Auswahl)
- Vor der Bestrafung (Перед наказанием) (1884)
- Auf der Welt (На миру) (1893)
- Zu Pfingsten (К Троице) (1902)